# Richard Gunn
Richard Kenneth Gunn (ur. 16 lutego 1871 w Charing Cross w Londynie, zm. 23 czerwca 1961 w Lambeth) – brytyjski bokser.
W 1908 roku na letnich igrzyskach olimpijskich w Londynie zdobył złoty medal w kategorii piórkowej. Dokonał tego w wieku 37 lat i 254 dni.